# Sunda-Baumhörnchen
Die Sunda-Baumhörnchen (Sundasciurus) sind eine in Südostasien verbreitete Gattung von Hörnchen, die sehr arten- und formenreich ist.

## Merkmale
Anatomisch ähneln die Tiere den Echten Schönhörnchen, sind aber schlichter gefärbt. Meistens ist ihr Fell oberseits grau oder braun und unterseits grau, weiß oder orangefarben.

## Verbreitung
Die Arten der Gattung sind in Südostasien verbreitet, wobei die Verbreitungsgebiete der verschiedenen Arten unterschiedlich groß sind. Einige Arten wie das Sunda-Schlankhörnchen, das Pferdeschwanzhörnchen oder das Low-Hörnchen kommen in mehreren Unterarten vom Süden Thailands und dem Festland Malaysias bis auf die malaiischen, indonesischen und philippinischen Inseln vor und haben damit ein vergleichsweise großes Verbreitungsgebiet. Andere Arten kommen als Endemiten nur auf einzelnen Inselgruppen, Inseln oder Inselbereichen vor.

## Lebensweise
Sunda-Baumhörnchen sind Bewohner tropischer Regenwälder. Dort leben sie in bodennahen, mittleren oder auch höheren Regionen der Bäume. Ihre Nahrung besteht hauptsächlich aus Früchten und Nüssen, hinzu kommen in der Regel Insekten.

## Systematik
Die Sunda-Baumhörnchen wurden 1958 von Joseph Curtis Moore aufgrund verschiedener Schädelmerkmale als eigene Gattung aus den Echten Schönhörnchen (Callosciurus) ausgegliedert, als nomenklatorischen Typus wählte er das Low-Hörnchen (Sundasciurus lowii). Auch die Trennung in die beiden Untergattungen Aletesciurus und Sundasciurus geht auf diese Arbeit zurück.
Über die Zahl der Arten gibt es unterschiedliche Meinungen. Manche Quellen fassen mehrere Arten zu einer gemeinsamen Art zusammen, andere erkennen mehr Arten an. Wilson & Reeder 2005 erkannten 15 Arten an, Thorington et al. 2012 beschreiben 17 und das Handbook of the Mammals of the World von 2016 sogar 18 Arten. 2020 bekamen zwei vormalige Unterarten des Low-Hörnchen den Status eigenständiger Arten, womit die Gattung jetzt aus 20 Arten besteht.
- Sumatra-Berghörnchen, Sundasciurus altitudinis (Robinson & Kloos, 1916), Berge Sumatras
- Brooke-Hörnchen, Sundasciurus brookei (Thomas, 1892), Borneo
- Davao-Hörnchen, Sundasciurus davensis (Sanborn, 1952), Mindanao
- Borneo-Berghörnchen, Sundasciurus everetti (Thomas, 1890), Borneo
- Mentawai-Baumhörnchen, Sundasciurus fraterculus (Thomas, 1895), Mentawai-Inseln
- Pferdeschwanzhörnchen, Sundasciurus hippurus (I. Geoffroy Saint-Hilaire, 1831), Malaiische Halbinsel, Sumatra, Borneo
- Busuanga-Hörnchen, Sundasciurus hoogstraali (Sanborn, 1952), Busuanga
- Jentink-Hörnchen, Sundasciurus jentinki (Thomas, 1887), Borneo
- Nördliches Palawan-Hörnchen, Sundasciurus juvencus (Thomas, 1908), Palawan
- Low-Hörnchen, Sundasciurus lowii (Thomas, 1892), Borneo
- Mindanao-Hörnchen, Sundasciurus mindanensis (Steere, 1890), Mindanao und benachbarte Inseln
- Culion-Hörnchen, Sundasciurus moellendorffi (Matschie, 1898), Culion
- Natuna-Hörnchen, Sundasciurus natunensis, (Thomas, 1895), Natuna-Inseln
- Philippinen-Hörnchen, Sundasciurus philippinensis (Waterhouse, 1839), Mindanao, Basilan
- Palawan-Berghörnchen, Sundasciurus rabori Heaney, 1979, Palawan
- Robinson-Hörnchen, Sundasciurus robinsoni (Bonhote, 1903), Malaiische Halbinsel
- Samar-Hörnchen, Sundasciurus samarensis (Steere, 1890), Samar
- Südliches Palawan-Hörnchen, Sundasciurus steerii (Günther, 1877), Palawan und benachbarte Inseln
- Tahan-Hörnchen, Sundasciurus tahan (Bonhote, 1908), Hochland der Malaiischen Halbinsel
- Sunda-Schlankhörnchen, Sundasciurus tenuis (Horsfield, 1824), Malaiische Halbinsel, Sumatra, Borneo

Die Registrierung von Sundasciurus altitudinis aus den Bergen Sumatras, Indonesien, sowie von S. tahan aus dem Hochland der malaiischen Halbinsel durch Thorington et al baut auf einer molekularbiologischen Arbeit zur Phylogenie der Gattung von Robert den Tex und anderen von 2010 auf. Das Borneo-Berghörnchen (Sundasciurus everetti) gehörte früher in die Gattung der Rotwangenhörnchen (Dremomys), nach neueren molekularbiologischen Untersuchungen ist es aber näher mit den Arten der Sunda-Baumhörnchen (Sundasciurus) verwandt. Mitte 2020 wurden zwei Unterarten des Low-Hörnchen zu eigenständigen Arten, das Natuna-Hörnchen (S. natunensis) von den Natuna-Inseln und das Robinson-Hörnchen (S. robinsoni) von der malaiischen Halbinsel.
Die in Wilson & Reeder 2005 erfolgte Unterteilung der Gattung in die Untergattungen Aletesciurus und Sundasciurus gilt seit Mitte 2020 als obsolet, da es keine überzeugenden diagnostischen Merkmale für die Untergattungen gibt.

## Bedrohung und Schutz
Die IUCN stuft das Jentink-Hörnchen, das Palawan-Berghörnchen und das Samar-Hörnchen als gefährdet ein. Das Nördliche Palawan-Hörnchen gilt als bedroht. Wegen der Abholzung der Regenwälder dürften alle Arten in ihrem Bestand kontinuierlich abnehmen.

## Belege
1. ↑  
Joseph Curtis Moore: New genera of East Indian squirrels. American Museum Novitates 1914, 1958; S. 1–5. Volltext
2. 1 2  
Sundasciurus (Memento des Originals vom 4. Januar 2015 im Internet Archive)  Info: Der Archivlink wurde automatisch eingesetzt und noch nicht geprüft. Bitte prüfe Original- und Archivlink gemäß Anleitung und entferne dann diesen Hinweis.. In: Don E. Wilson, DeeAnn M. Reeder (Hrsg.): Mammal Species of the World. A taxonomic and geographic Reference. 2 Bände. 3. Auflage. Johns Hopkins University Press, Baltimore MD 2005, ISBN 0-8018-8221-4.
3. 1 2  
Richard W. Thorington Jr., John L. Koprowski, Michael A. Steele: Squirrels of the World. Johns Hopkins University Press, Baltimore MD 2012; S. 183 ff. ISBN 978-1-4214-0469-1
4. ↑  
J.J. Koprwski, E.A. Goldstein, K.R. Bennett, C. Pereira Mendes: Genus Sundasciurus. In: Don E. Wilson, T.E. Lacher, Jr., Russell A. Mittermeier (Herausgeber): Handbook of the Mammals of the World: Lagomorphs and Rodents 1. (HMW, Band 6), Lynx Edicions, Barcelona 2016; S. 724–729. ISBN 978-84-941892-3-4
5. 1 2 3 4  
Arlo Hinckley, Melissa T. R. Hawkins, Anang S. Achmadi, Jesús E. Maldonado and Jennifer A. Leonard. 2020. Ancient Divergence Driven by Geographic Isolation and Ecological Adaptation in Forest Dependent Sundaland Tree Squirrels. Front. Ecol. Evol. DOI: 10.3389/fevo.2020.00208
6. ↑  
Robert-Jan den Tex, Richard Thorington, Jesus E. Maldonado, Jennifer A. Leonard: Speciation dynamics in the SE Asian tropics: Putting a time perspective on the phylogeny and biogeography of Sundaland tree squirrels, Sundasciurus. Molecular Phylogenetics and Evolution 55 (2), Mai 2010; S. 711–720 doi:10.1016/j.ympev.2009.12.023.
7. ↑  
Melissa T.R. Hawkins, Kristofer M. Helgen, Jesus E. Maldonado, Larry L. Rockwood, Mirian T.N. Tsuchiya, Jennifer A. Leonard: Phylogeny, biogeography and systematic revision of plain long-nosed squirrels (genus Dremomys, Nannosciurinae). Molecular Phylogenetics and Evolution, online 31. Oktober 2015. doi:10.1016/j.ympev.2015.10.023
8. ↑  
J.J. Koprwski, E.A. Goldstein, K.R. Bennett, C. Pereira Mendes: Bornean Mountain Ground Squirrel; Sundasciurus everetti. In: Don E. Wilson, T.E. Lacher, Jr., Russell A. Mittermeier (Herausgeber): Handbook of the Mammals of the World: Lagomorphs and Rodents 1. (HMW, Band 6), Lynx Edicions, Barcelona 2016; S. 728–729. ISBN 978-84-941892-3-4